# 583. Volksgrenadier-Division
Die 583. Volksgrenadier-Division war ein Großkampfverband der deutschen Wehrmacht im Zweiten Weltkrieg.

## Geschichte
Die 583. Volksgrenadier-Division wurde am 3. September 1944  in der 32. Aufstellungswelle auf dem Truppenübungsplatz Neuhammer in Schlesien durch den Wehrkreis VIII aufgestellt. 
Noch in der Aufstellungsphase befindlich, wurde die Division am 22. September 1944 in die noch nicht aufgestellte 62. Volks-Grenadier-Division, welche u. a. aus der zerschlagenen 62. Infanterie-Division gebildet wurde, umbenannt.

## Gliederung
- Grenadier-Regiment Neuhammer 1
- Grenadier-Regiment Neuhammer 2
- Grenadier-Regiment Neuhammer 3
- Artillerie-Regiment Neuhammer